# 飯島誠 (アナウンサー)
飯島 誠（いいじま まこと、1972年5月22日-）は、とちぎテレビの男性アナウンサー。

## 来歴・人物
栃木県小山市出身。大東文化大学卒業。大学在学中は学内の放送サークルである、大東文化大学放送協会に在籍していた。
とちぎテレビの報道部に所属していたが、2006年にイブニング6が放送時間を拡大したのを機にアナウンサーになる。

## 現在の担当番組
- イブ6プラス - ニュースコーナー（木曜担当）
- ナイトニュース9 - アシスタント（木曜担当）

## 過去の担当番組
- イブニング6 - キャスター（2006年〜月曜・金曜)
- とちテレニュースLIFE - キャスター（2016〜2017年度、木曜・金曜）
- イブニング6Plus - アシスタント（2018年度、月曜日）